# Pseudione hyndmanni
Pseudione hyndmanni är en kräftdjursart som först beskrevs av Charles Spence Bate och John Obadiah Westwood 1868.  Pseudione hyndmanni ingår i släktet Pseudione och familjen Bopyridae. Arten är reproducerande i Sverige. Inga underarter finns listade i Catalogue of Life.